# Bernie McInerney
Bernie McInerney (4 de Dezembro de 1936, Wilmington) é um actor norte-americano.
Ele cresceu no estado de Delaware, onde o seu era um auditor na DuPont Company. McInerney começou a interpretar muito jovem, anunciando a derrota na World Series de 1946 dos Boston Red Sox na sua bicicleta enquanto ia dando voltas no seu bairro. Ele pensou que fosse tornar-se num apresentador de programas desportivos, antes de ter sido "sugado para o teatro, e depois não havia maneira de recuar".
Actualmente, ele vive em Rutherford, Nova Jérsia, com a sua segunda esposa, Leilani (uma cantora de ópera), o filho deles Danny, e o cão Buddy. Outro filho, Bernard, vive com a sua família em Virginia. A sua filha, Kathleen, é uma actriz que vive com a sua filha em Nova Iorque.

## Trabalhos no cinema
- 1978 - King of the Gypsies
- 1982 - So Fine
- 1983 - Trading Places
- 1984 - The Natural
- 1985 - Invasion U.S.A.
- 1987 - Suspect
- 1988 - Masquerade
- 1989 - The Mighty Quinn
- 1989 - See You in the Morning
- 1989 - See No Evil, Hear No Evil
- 1993 - Livin' Large! 1991
- 1993 - Sliver
- 1995 - The American President
- 1996 - The Associate
- 1997 - The Peacemaker
- 1997 - Academy Boyz
- 1999 - The Tavern 1999
- 2003 - Nola
- 2005 - Duane Hopwood
- 2005 - Four Lane Highway
- 2005 - The Great New Wonderful
- 2005 - The Thing About My Folks
- 2007 - Dan in Real Life
- 2008 - Pistol Whipped
- 2009 - Mall Cop

## Trabalhos na televisão
- 1986 - Spenser: For Hire
- 1987 - Kate & Allie
- 1991-93 - Law & Order
- 1994 - L.A. Law
- 1994 - "Ultimatums Are Us"
- 1994 - Chicago Hope
- 1995 - Law & Order
- 1995 - Nowhere Man
- 1996 - Central Park West
- 1997 - Law & Order
- 1999 - Law & Order
- 2000 - Strangers with Candy
- 2001 - Law & Order
- 2006 - Law & Order: Criminal Intent
- 2012 - 30 Rock